# Église Notre-Dame-de-l'Assomption d'Astrakhan
Pour les articles homonymes, voir Notre-Dame-de-l'Assomption.
L'église Notre-Dame-de-l'Assomption est une église catholique située à Astrakhan en Russie méridionale. Elle appartient au diocèse catholique de Saratov (dont l'évêque est Mgr Clemens Pickel). Elle se trouve au 81 rue Babouchkine dans la partie ancienne de la ville.

## Histoire
Les premiers catholiques sont apparus dans cette région du sud de la Volga aux XVIe et XVIIe siècles, avant Pierre le Grand. L'oukaze de 1702 donnait une totale liberté religieuse aux sujets non-russes de l'empereur, ainsi qu'aux étrangers. La communauté catholique d'Astrakhan était suffisamment importante et représentée surtout par des descendants d'Allemands et de Polonais. C'est à cette époque que des moines capucins œuvrèrent en ville. Des chapelles de bois furent construites. En 1721, une église en pierre fut édifiée à Astrakhan, troisième église catholique latine de Russie d'Europe que les frères consacrèrent à l'Assomption de la Vierge. Les capucins construisirent aussi près de l'église une école paroissiale, où étudièrent le poète Trediakovski ou l'homme de lettres Antioche Cantemir.
L'église actuelle fut construite sur les bases de l'ancienne de 1762 à 1778, dans un style mélangeant de façon originale le classicisme et le baroque. Elle est construite selon un plan basilical à l'italienne, mais comporte aussi en son centre une tour carrée ornée d'un petit dôme, plutôt typique de l'architecture religieuse russe-orthodoxe de l'époque. Sa façade est ornée de deux clochers de style baroque à la façon des églises catholiques d'Europe centrale.
Fermée pendant l'époque soviétique, l'église fut rendue au culte au début des années 1990.

## Illustrations

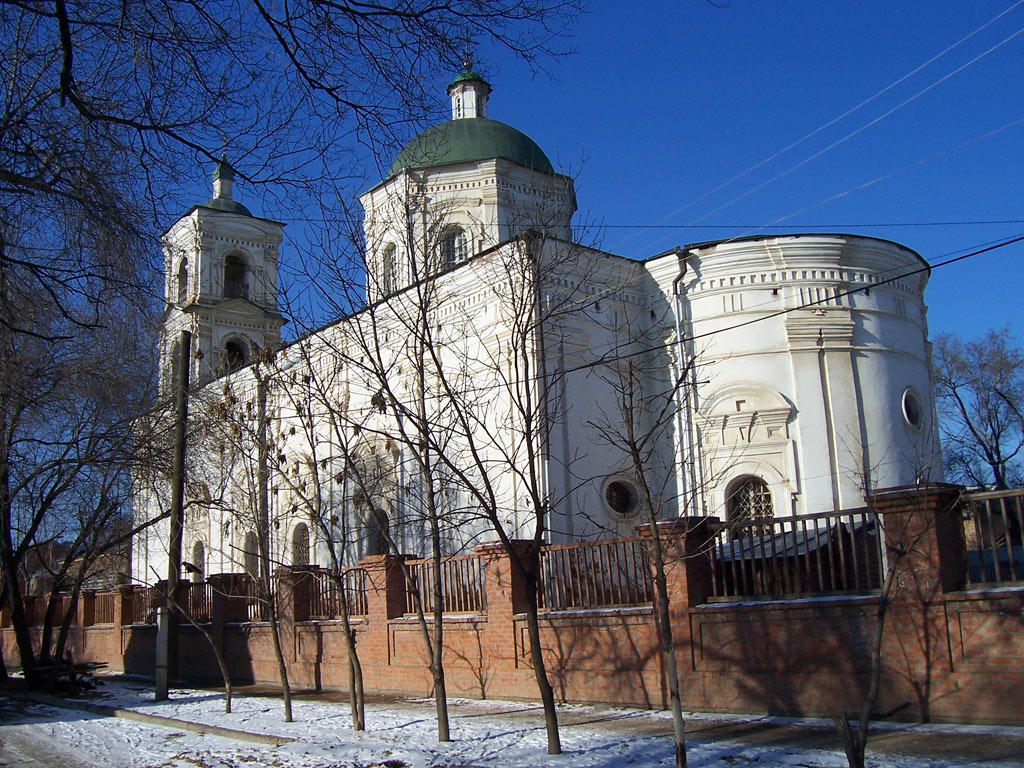
Vue de côté de l'église
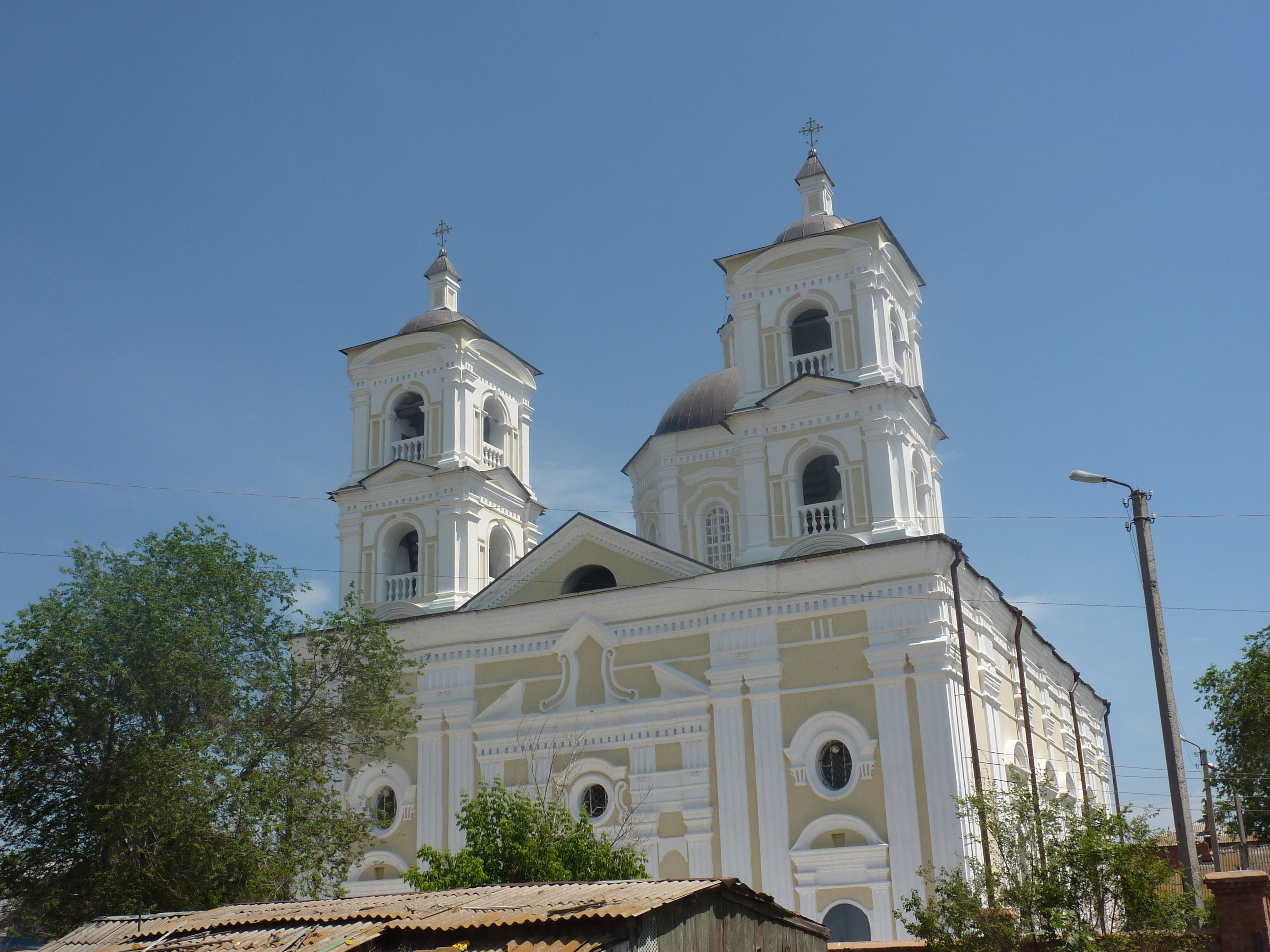
Vue des tours de l'église
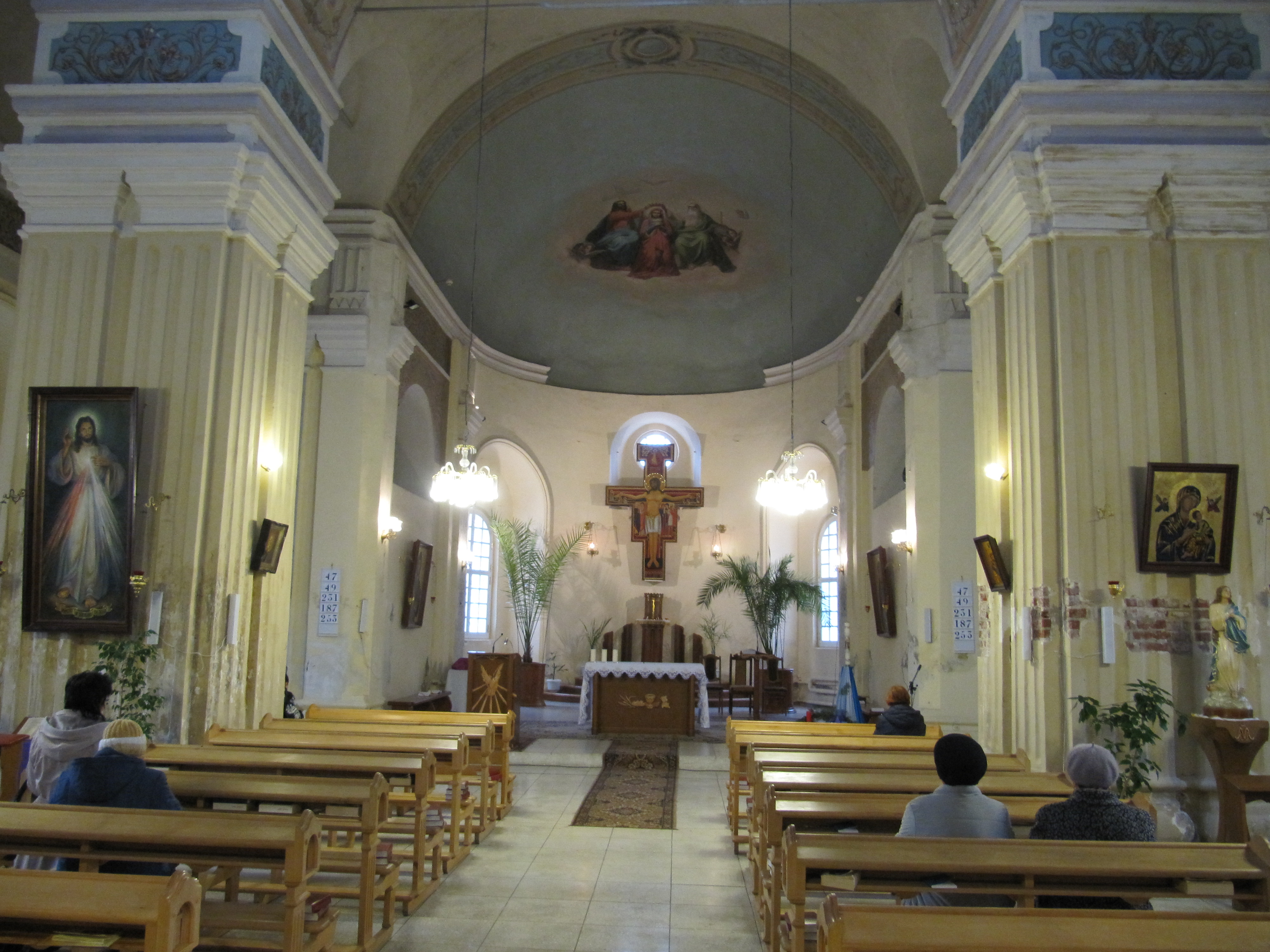
Vue de l'intérieur de l'église